# Stadtmauer Neubrandenburg

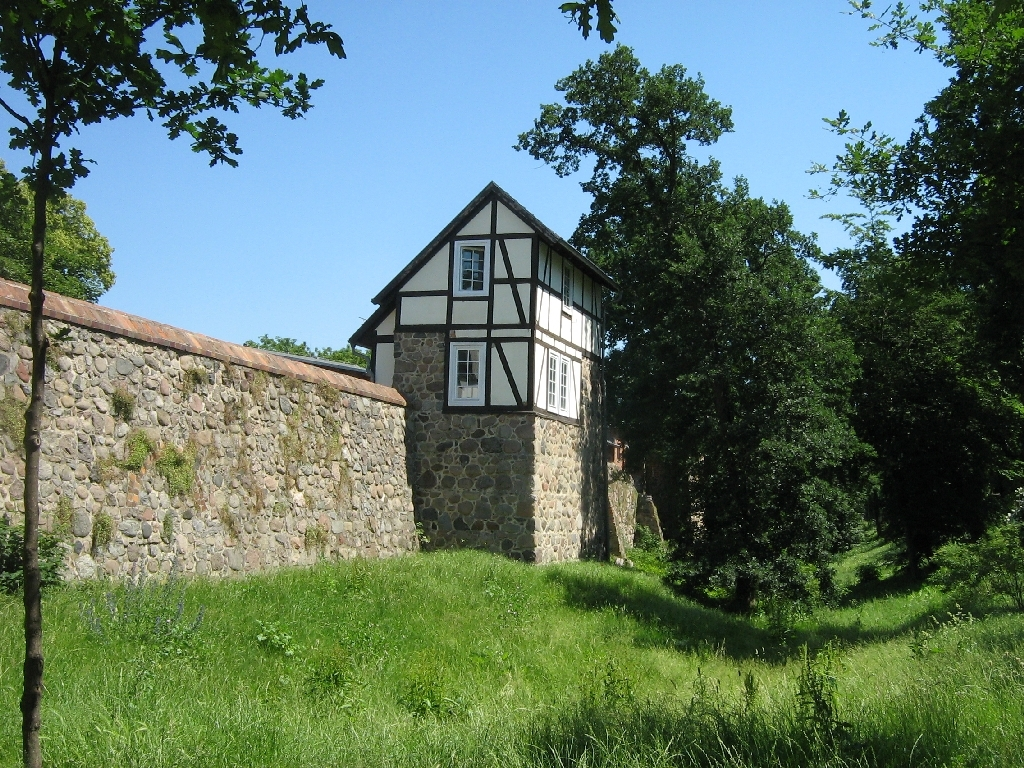
Stadtmauer mit Wiekhaus (Feldseite)

Die Stadtmauer Neubrandenburg in Neubrandenburg (Mecklenburg-Vorpommern) wurde im 13. und 14. Jahrhundert gebaut. Sie ist die besterhaltene Stadtbefestigung der Backsteingotik in Europa.
Mauer, Fangelturm und die Stadttore stehen unter Denkmalschutz.

## Geschichte

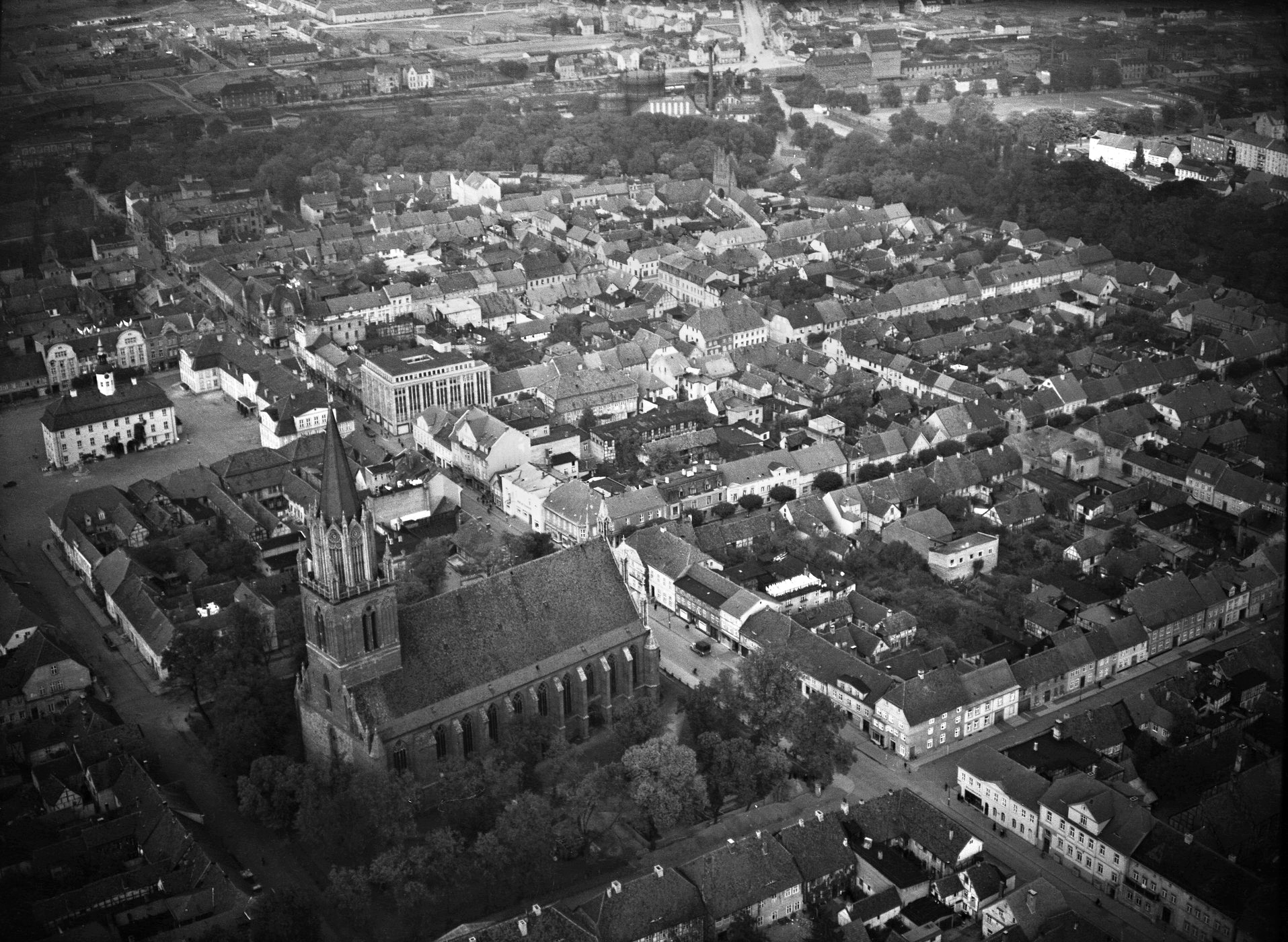
Nordblick 1943: Das runde Zentrum mit Wallanlage und Friedländer Tor

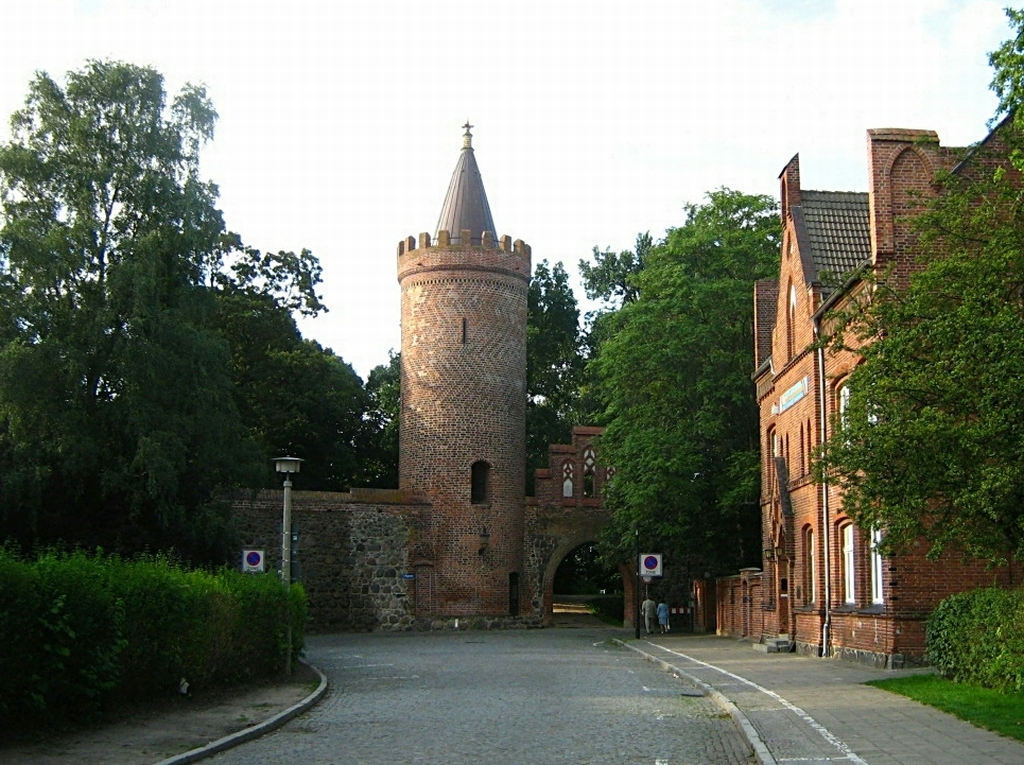
Fangelturm

Neubrandenburg, die Vier-Tore-Stadt mit 63.761 Einwohnern (2019), wurde 1248 gegründet. Als wichtiger Zentralort gelangte sie 1298 mit der Herrschaft Stargard in die Hand der Mecklenburger.

### Stadtbefestigung
Die mittelalterliche Stadtbefestigung mit der äußeren, weitgehend als Grünanlage erhaltenen Wallanlage, der kreisförmigen Stadtmauer, den einst 57, heute 25 rekonstruierten Wiekhäusern, den zwei Wehrtürmen und den vier Stadttoren wurde ab dem 13. Jahrhundert angelegt. Zunächst bestand die Verteidigungsanlage ab 1260 aus Palisaden umgeben von einem Wall und Wallgräben. Ab der Zeit um 1300 wurde diese durch Mauern ersetzt, die zuletzt eine Gesamtlänge von 2,3 Kilometer und eine Höhe von bis zu 7,50 Meter erreichte. Der erhaltene nördliche Fangelturm (früher auch Mönchenturm genannt) wurde bis ins 19. Jahrhundert als Stadtgefängnis genutzt.
Zunächst entstanden drei Stadttore, viele Wiekhäuser und vor der Mauer die Wallgräben. Die Tore erhielten Vortore und der Wallgraben wurde ausgebau. Ein viertes Stadttor kam im 15. Jahrhundert hinzu, das als einziges Tor nicht zu einer wehrhaften Torburg ausgebaut wurde.
Als die Bedeutung der Wallanlage als Teil der Befestigung abnahm, durfte hier ab dem 16. Jahrhundert auch Viehhaltung betrieben werden. 1631 nahm der kaiserliche Heerführer Tilly die Stadt unter grausamem Gemetzel ein. Als Befestigungsanlage wurde die Stadtmauer aufgegeben und sie diente nun als Zollgrenze. 1864 erhielt die Stadt einen Eisenbahnanschluss und zum Bahnhof entstand ein Durchbruch, volksmundlich „Eisenbahntor“ genannt. Es folgten weitere Durchgänge sowie Durchfahrten (Turmstraße, Große Wollweberstraße) zum Wall und zum Friedrich-Engels-Ring.

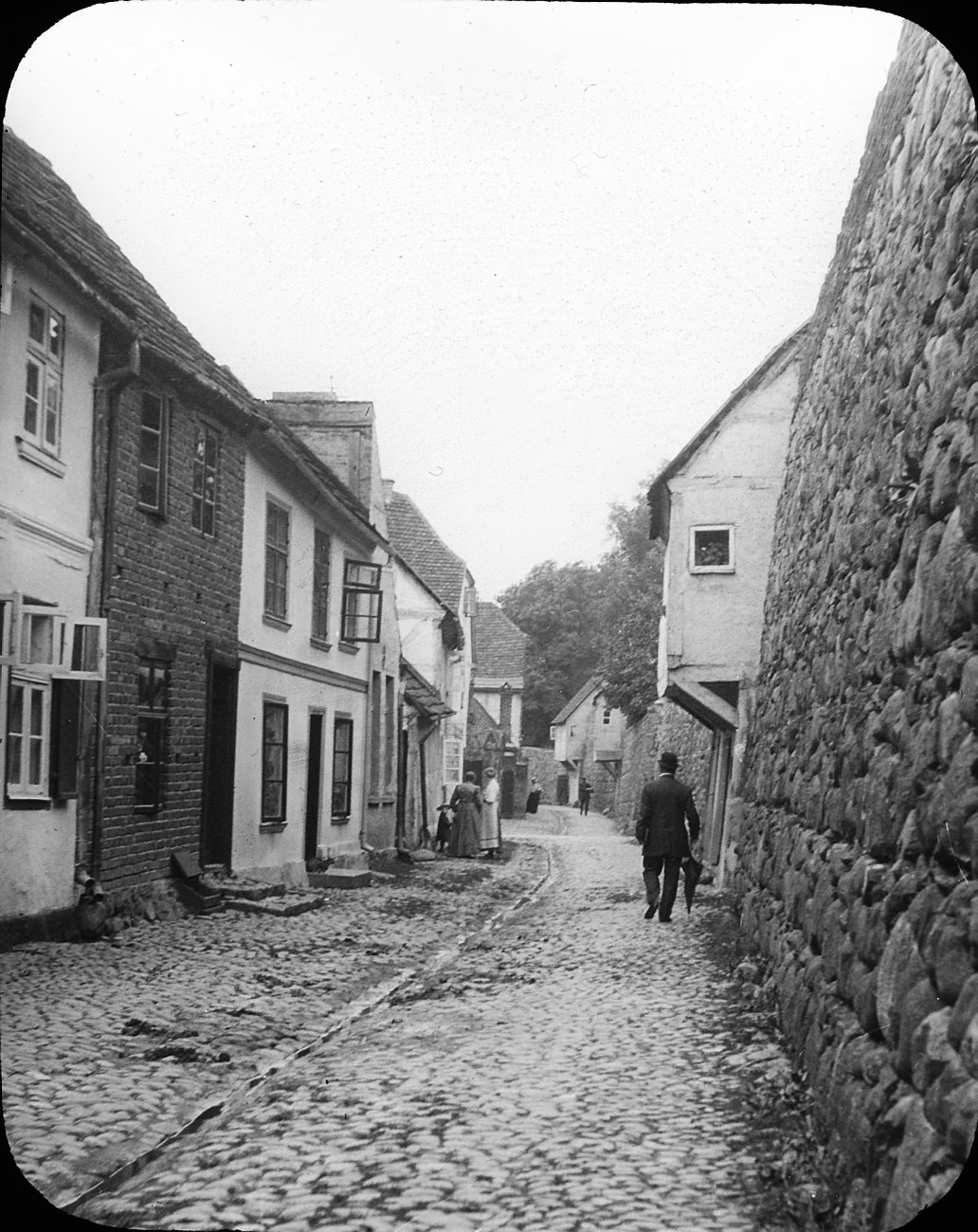
Mauer, Stadtseite, 1912
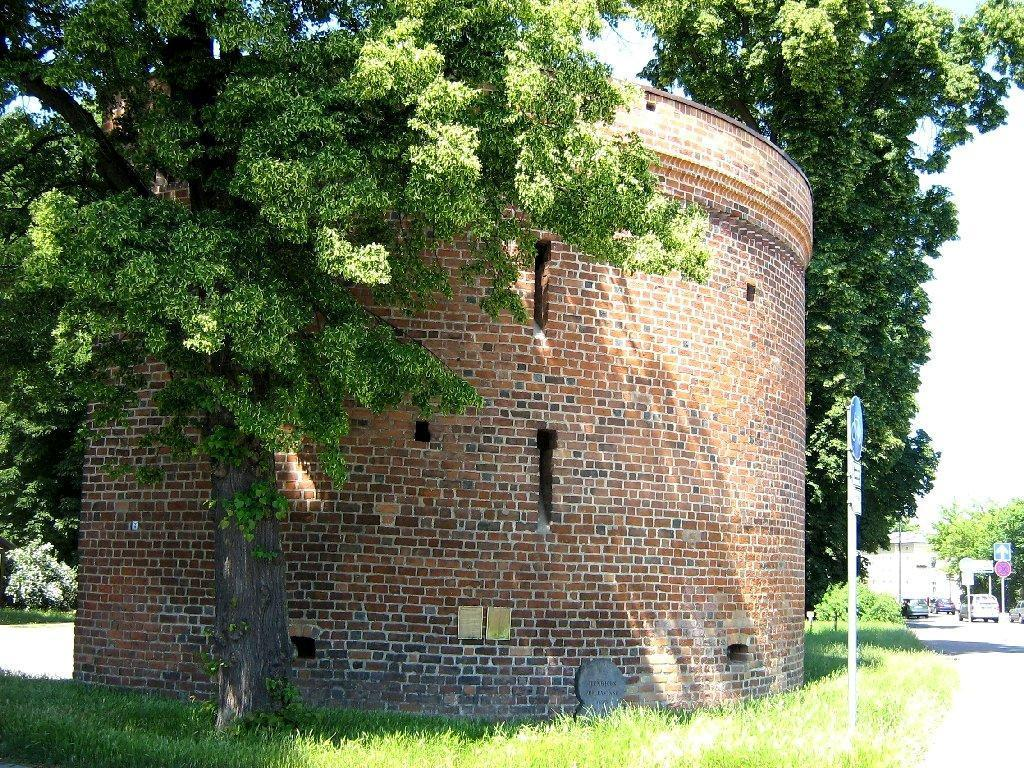
Zingel vor dem Friedländer Tor
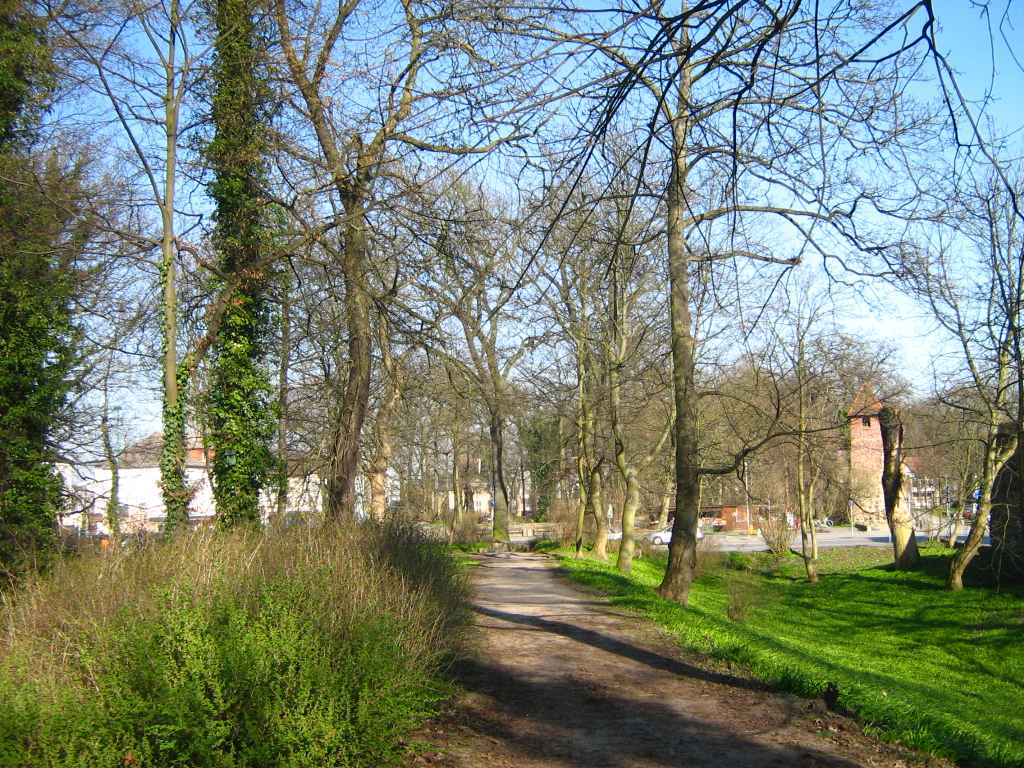
Wallanlage
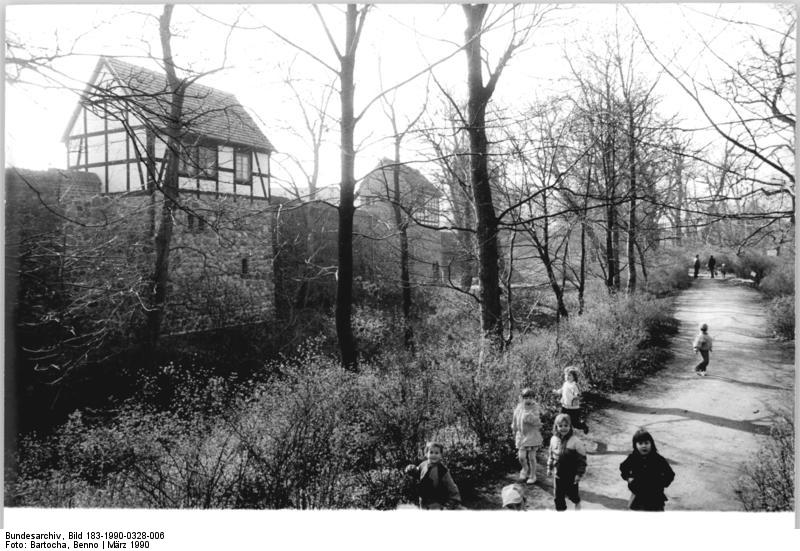
Wallanlage 1990

### Stadttore
Die vier zwei- bis viergeschossigen backsteingotischen Neubrandenburger Stadttore mit Vortor (nicht beim Neuen Tor), Zwingermauern und Haupttor:
- Das Friedländer Tor im Nordosten aus der ersten Hälfte des 14. Jahrhunderts führt nach Friedland und ist 88 Meter lang.
- Das Neue Tor im Osten stammt aus der zweiten Hälfte des 15. Jahrhunderts, war das letzte Tor und erhielt deshalb seinen Namen. Der Zingel verschwand 1631 bei der Belagerung Tillys, das Vortor wurde 1852 abgerissen.
- Das Stargarder Tor im Süden aus der ersten Hälfte des 14. Jahrhunderts führt nach Stargard, heute Burg Stargard, und ist innen 40 Meter lang.
- Das Treptower Tor im Westen aus der Mitte des 14. Jahrhunderts führt nach Treptow, heute Altentreptow, ist 31,8 Meter hoch und erhielt im 15. Jahrhundert das Vortor.

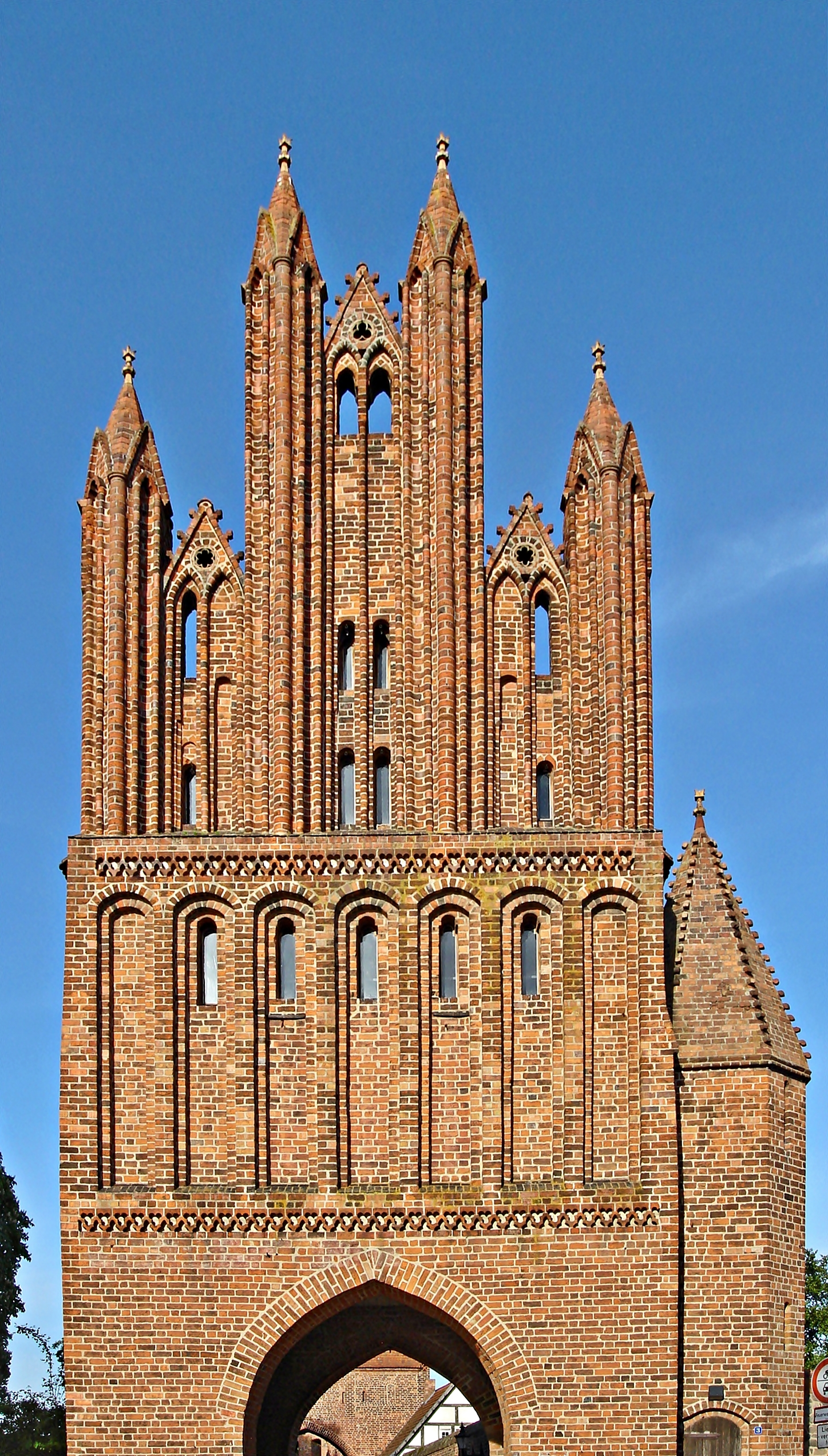
Friedländer Tor, Stadtseite
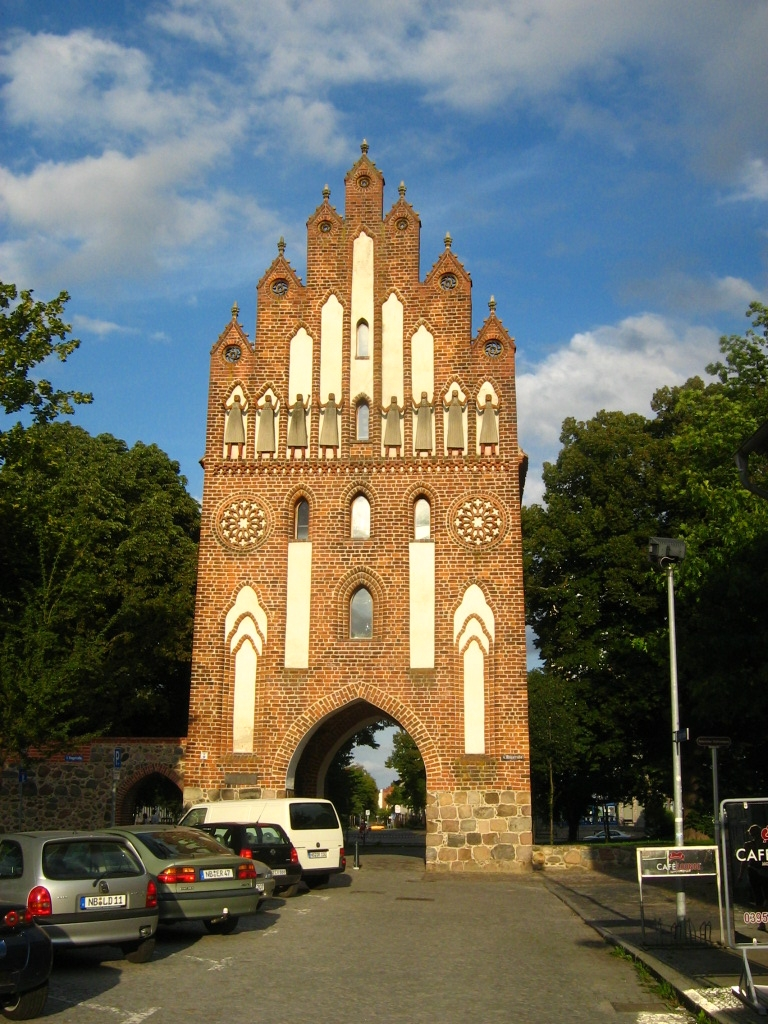
Neues Tor, Stadtseite
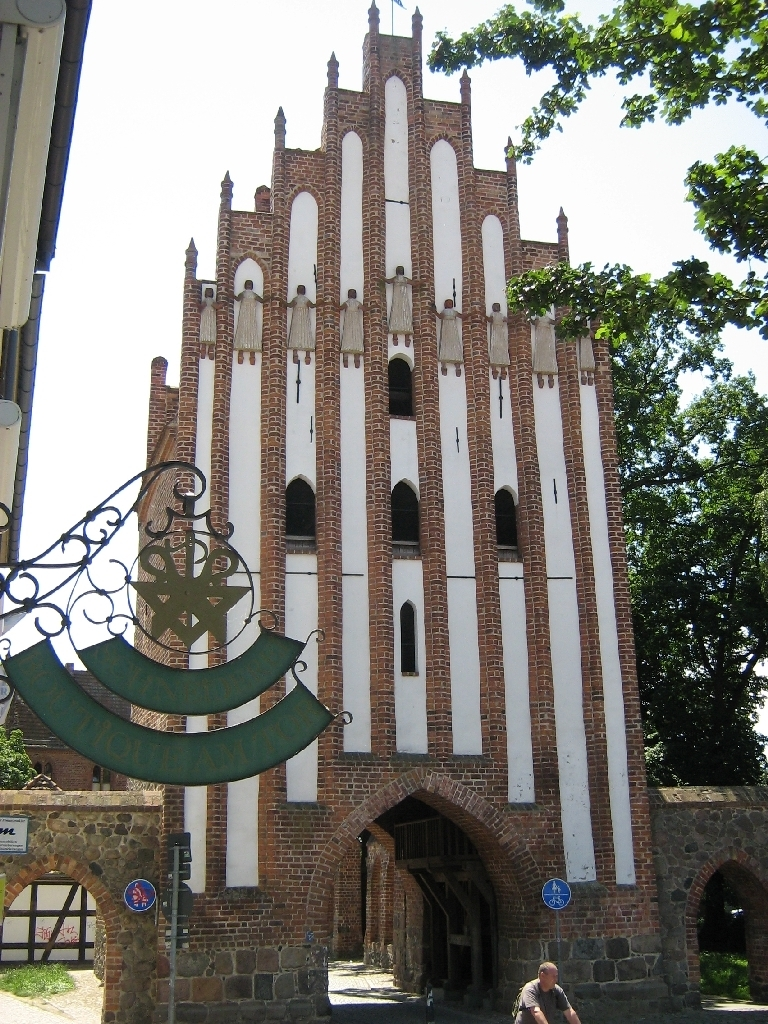
Stargarder Tor, Stadtseite
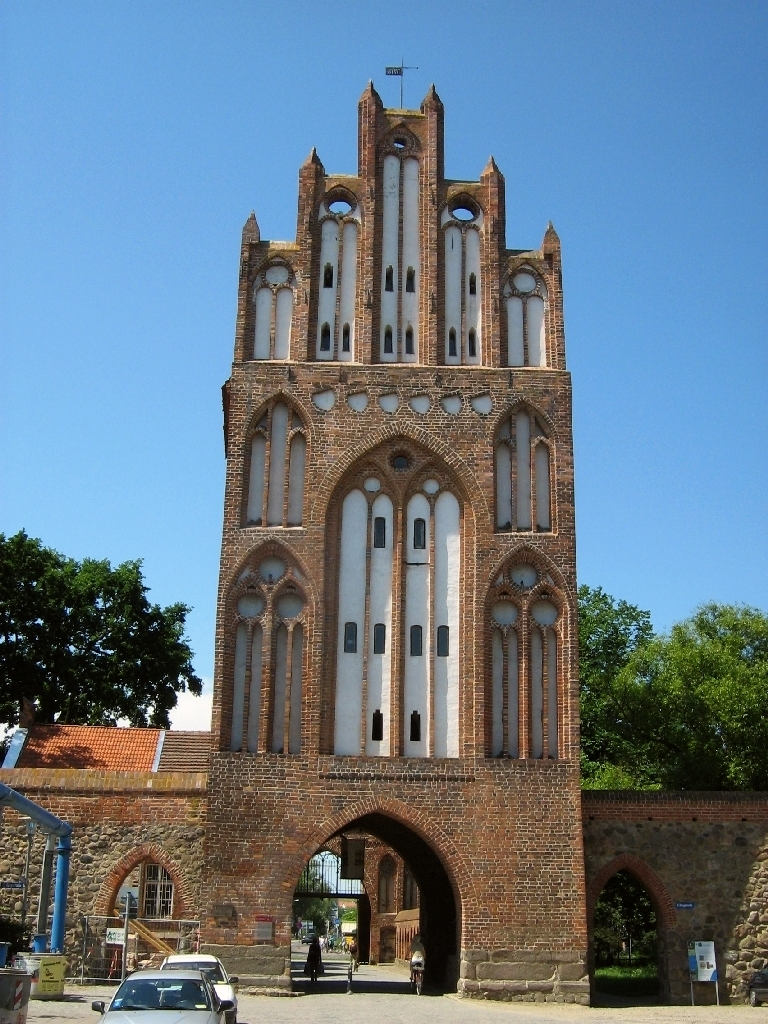
Treptower Tor, Stadtseite

### Wiekhäuser
Im Verbund mit der Mauer wurden 57 steinerne Wiekhäuser gebaut. Nachdem die Stadtbefestigung ihre Bedeutung verloren hatte, fand seit dem 17. Jahrhundert ein Umbau der steinernen, wehrhaften Wiekhäuser zu Fachwerk-Wohnhäusern statt, sodass der mittelalterliche Mauerring intakt blieb und zugleich Wohnraum geschaffen wurde für Angehörige unterer sozialer Schichten. Ab Ende des 19. Jahrhunderts gerieten viele Wiekhäuser zunehmend außer Nutzung, verfielen und wurden abgerissen.
Seit den 1970er Jahren entstanden zumeist durch Neubrandenburger Baubetriebe an der Stadtmauer neue Wiekhäuser der 3. Generation; Fachwerkbauten, die sich nur bedingt an den Vorgängerbauten orientierten; oft etwas zu groß und nicht einmal grob ähnlich den historischen Bauten. Die 25 neuen Wiekhäuser stehen jedoch an den historischen Standorten.

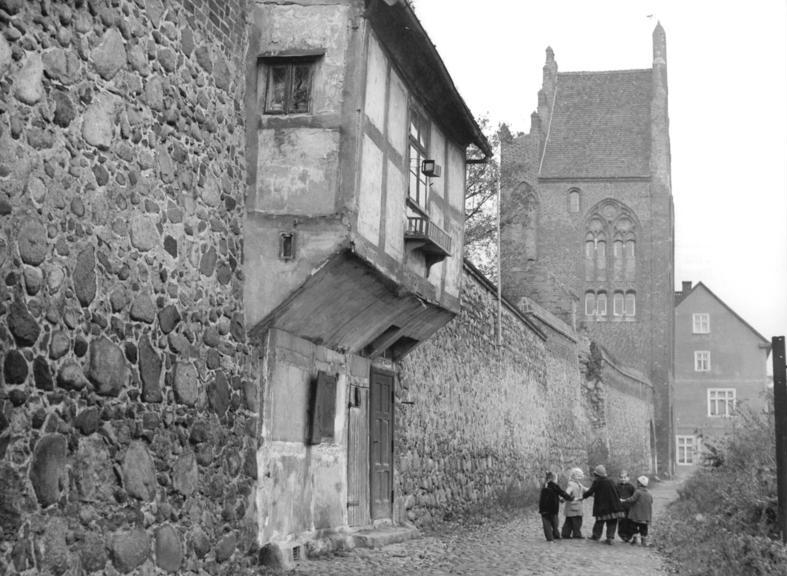
Historisches Wiekhaus, 1955
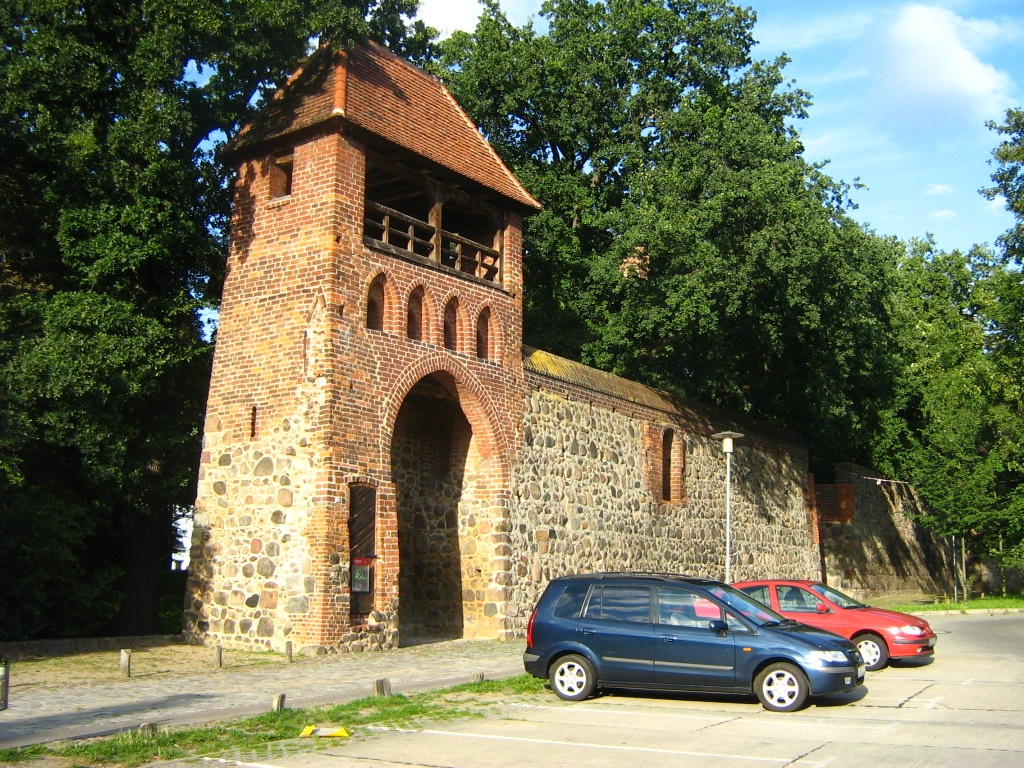
Rekonstruktion im mittelalterlichen Ursprungszustand, um 1911
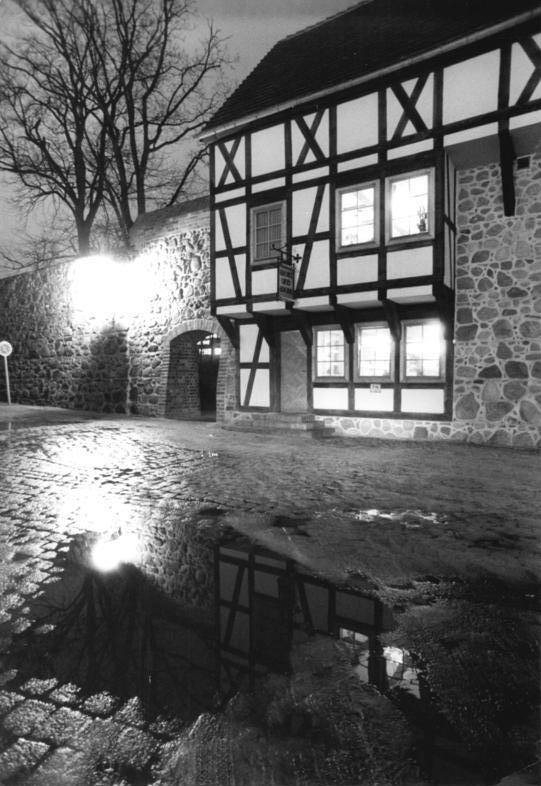
Wiekhaus 1986
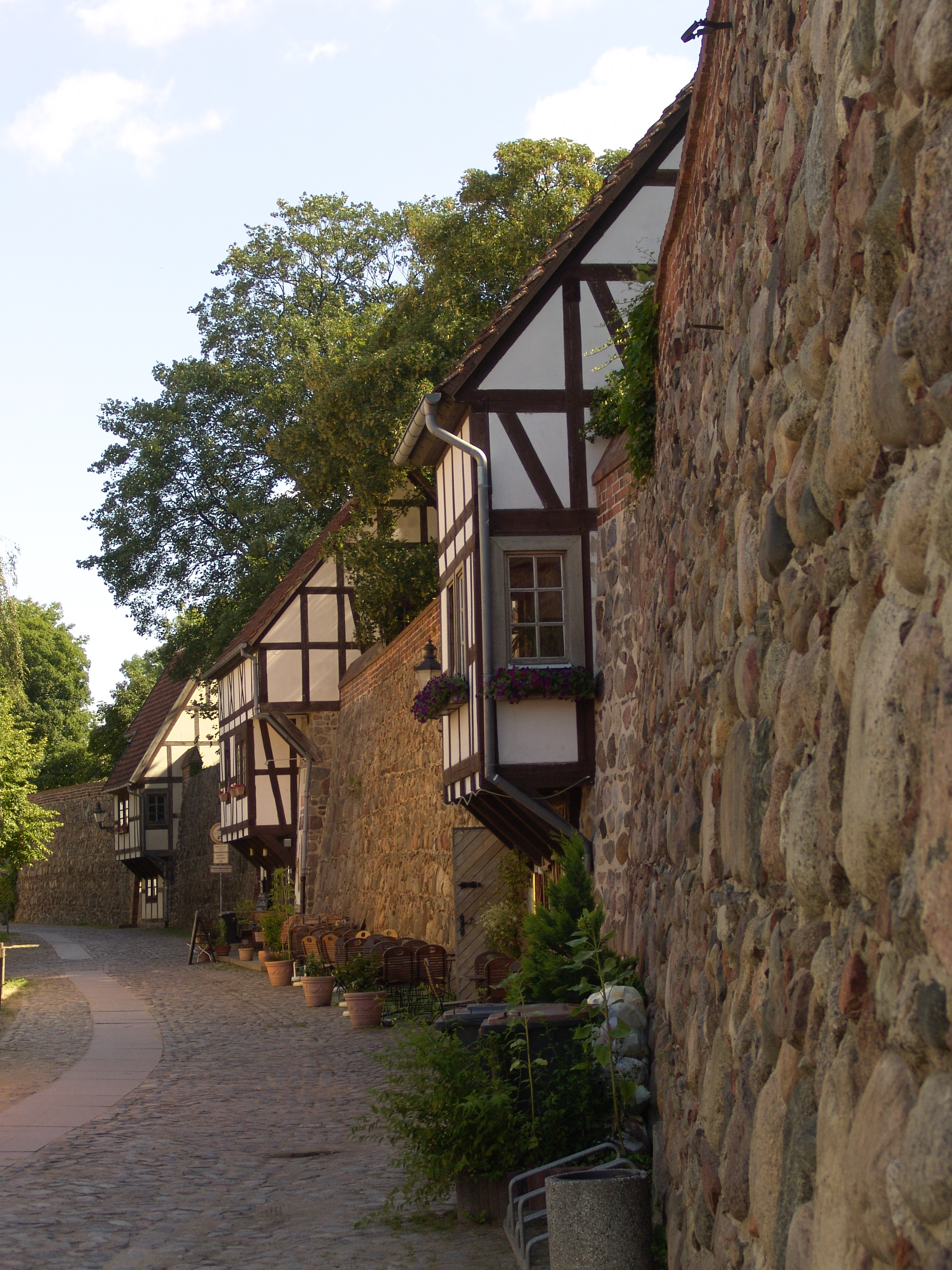
Wiekhaus-Neubauten
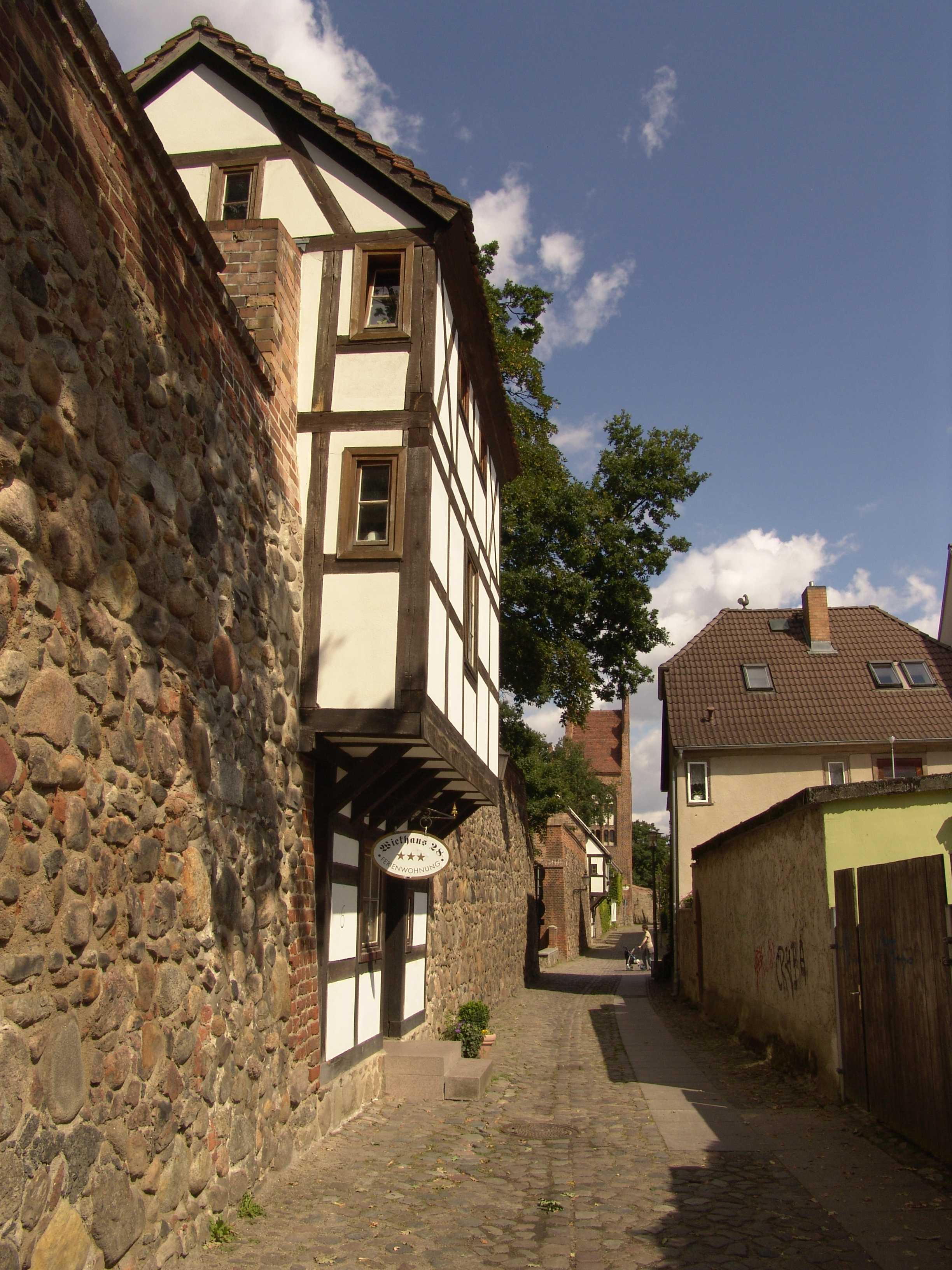
Neues Wiekhaus, Feldseite
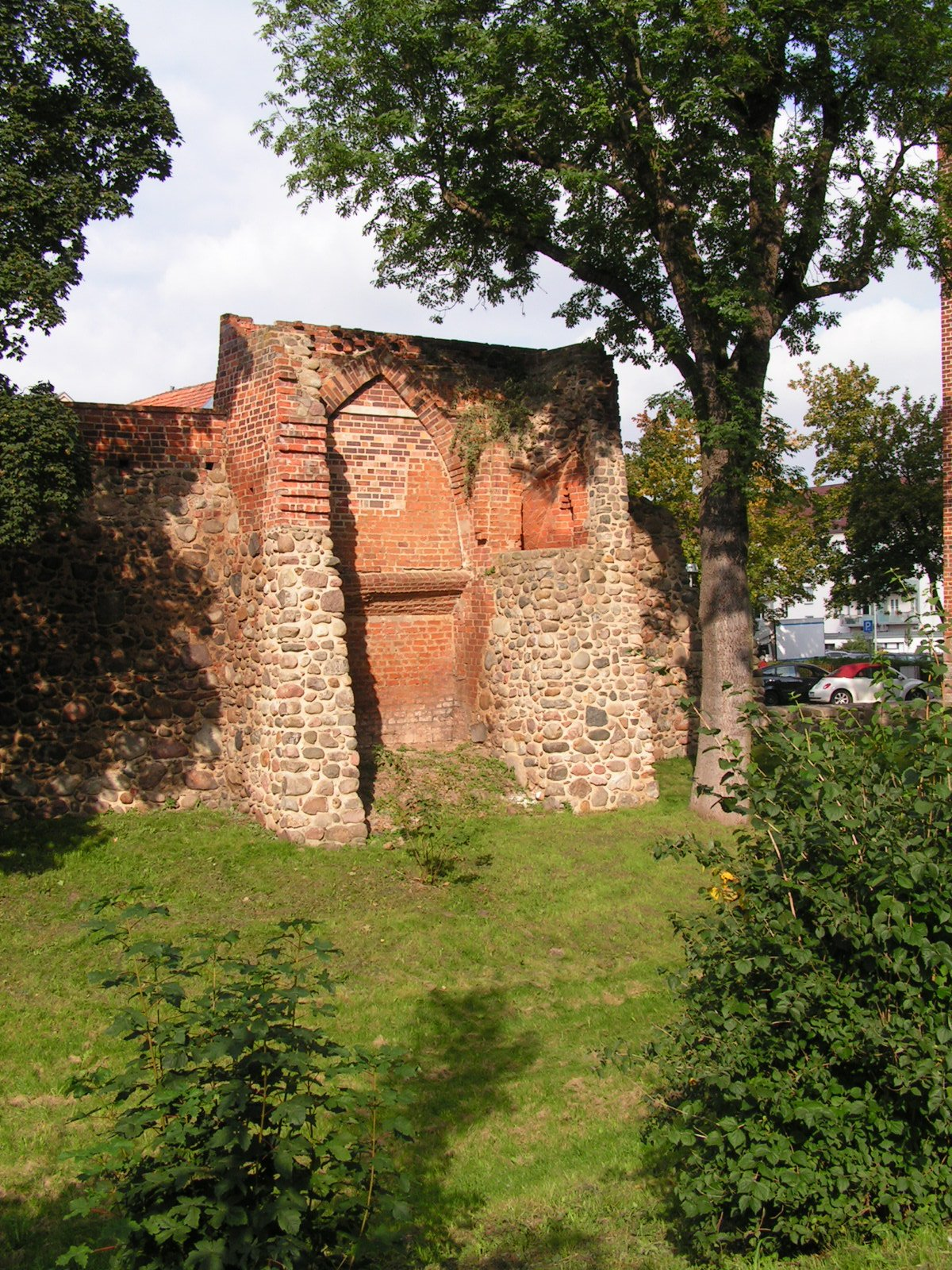
Mauer mit Wiekhausresten

### Neuere Entwicklungen
Im Rahmen der Städtebauförderung wurden ab 1993 Teile der Mauer, der Fangelturm und die 1. bis 5. Ringstraße saniert.
2010 gab es Bestrebungen, die mittelalterliche Wehranlage Neubrandenburgs mit Stadtmauer und -toren für das UNESCO-Weltkulturerbe vorzuschlagen. Diese wurden nach einer knappen Analyse mit Rücksicht auf die Bewerbung des Schweriner Schlosses zunächst zurückgestellt.